# ماركوس دالي
ماركوس دالي هو سياسي أمريكي، ولد في 18 سبتمبر 1908، وتوفي في 25 يوليو 1969 بسبب سرطان. نشط حزبياً في الحزب الجمهوري.